# Nahverkehr Hohenlohekreis

Altes Logo (bis 2022)

Der Nahverkehr Hohenlohekreis (NVH) ist ein Eigenbetrieb des Hohenlohekreises. Er fungiert als Bestellerorganisation des Kreises für den ÖPNV-Busverkehr.
Er ist der direkte Nachfolger des Nahverkehrsmodell Hohenlohe, eines 1979 gestarteten Versuches zur Verbesserung des öffentlichen Verkehrs in einem dünnbesiedelten ländlichen Raum. Ziele zu Anfang waren die stündliche Bedienung jeder Siedlung mit mehr als fünfzig Einwohnern. Die Bedienung erfolgte nur mit Bussen, der Personenverkehr auf der entlang der Siedlungsachse Kochertal noch verkehrenden Kochertalbahn wurde für die Dauer des Versuches vorläufig stillgelegt, da die Untersuchung eines gemischten Bus-Bahn-Betriebes nicht Ziel der Studien war. Seit 1991 findet überhaupt kein Verkehr mehr auf der Bahnstrecke statt.
Die Ziele des Modells waren ambitioniert und teilweise durchaus ihrer Zeit voraus, die Bedienungsdichte musste jedoch immer wieder graduell reduziert werden. Es gab jedoch nie ein Ende in Form einer Zäsur, der Betrieb wurde nach einigen Jahren unter Beibehaltung der geschaffenen Fakten in den Dauerzustand der Folgegesellschaft Nahverkehr Hohenlohekreis recht nahtlos überführt.
Sachstand: 2004/2005 wurden mit circa 110 Fahrzeugen um die 1300 Haltestellen auf einer Fläche von 780 km² bedient. Verteilt auf 60 Linien legen die Fahrzeuge jährlich eine Strecke von ca. 6,6 Mio. km zurück. 2003 beförderte der NVH über 9,0 Mio. Fahrgäste.
Seit 1. April 2005 ist der NVH im Verkehrsverbund Heilbronner Hohenloher Haller Nahverkehr tariflich aufgegangen, existiert aber weiterhin.

## Struktur
Der NVH führt vier bestimmte Arten von Buslinien als Eigenmarken, den blauen RegioBus, den türkisen FrankenExpress, den pinken StadtBus und den gelben TaxiBus. Die Lackierung und das Erscheinungsbild der Busse wird dementsprechend gestaltet.
- Die RegioBus-Linien dienen der allgemeinen großflächigen Bedienung des NVH-Gebietes. Die meisten Buslinien des NVH sind RegioBus-Linien.
- Die FrankenExpress-Linien sind Busverbindungen zwischen den Mittelzentren, bei denen der Fokus auf der schnellstmöglichen Ankunft am Ziel liegt.
- Die StadtBus-Linien dienen der innerstädtischen Bedienung in größeren Städten oder zwischen den Ortsteilen einer Gemeinde.
- Die TaxiBus-Linien dienen der Anbindung von kleinen, abgelegenen Weilern an das übrige Busliniennetz. Sie sind als bedarfsgesteuerte Rufbusse organisiert.

Eine Besonderheit stellen die RegioBus-Linien 7 und 19 dar, die die Kreisstadt Künzelsau mit dem Bahnhof Waldenburg an der Strecke Crailsheim–Heilbronn bzw. mit Bad Mergentheim verbinden: Diese verkehren jeden Tag zwischen 5 und 22 Uhr mindestens im Stundentakt (Linie 19: 5 bis 23 Uhr) und verfügen stets über einen freien WLAN-Zugang. Außerdem werden klimatisierte Busse eingesetzt.
Anlass dafür war die Umsetzung des Ziels, eine regelmäßige Anbindung an den Bahnverkehr zu schaffen.

## Linien
| Linie | Verlauf                                                                    |
| ----- | -------------------------------------------------------------------------- |
| 26    | Künzelsau – Braunsbach – Untermünkheim – Schwäbisch Hall (–SHA-Hessental)  |
| 26    | (SHA-Hessental –) Schwäbisch Hall – Untermünkheim – Braunsbach – Künzelsau |
| 28    | Künzelsau – Kupferzell – Untermünkheim – Schwäbisch Hall – SHA-Hessental   |
| 28    | SHA-Hessental – Schwäbisch Hall – Untermünkheim – Kupferzell – Künzelsau   |

## Weblink
- Offizielle Webpräsenz